# سكوت بانرمان
سكوت بانرمان (بالإنجليزية: Scott Bannerman)‏ هو لاعب كرة قدم بريطاني، ولد في 21 مارس 1979 في إدنبرة في المملكة المتحدة. لعب مع ريث روفرز ونادي دمبرتون ونادي غرينوك مورتون ونادي كاودينبيث لكرة القدم ونادي هيبرنيان.

## وصلات خارجية
- سكوت بانرمان على موقع قاعدة بيانات كرة القدم.إي يو (الإنجليزية)
- سكوت بانرمان على موقع Soccerbase.com (لاعب) (الإنجليزية)